# Strongylura krefftii
Strongylura krefftii  (лат.) — вид лучепёрых рыб семейства саргановых. Пресноводные рыбы. Распространены в Новой Гвинее и Австралии. Максимальная длина тела 85 см. 

## Таксономия и этимология
Вид впервые описан немецким зоологом Альбертом Гюнтером в 1866 году под латинским биноменом Belone krefftii. Видовое название дано в честь австралийского зоолога Джерарда Креффта, который первый обнаружил этот вид рыб и отправил образец Гюнтеру.

## Описание
Тело удлинённое, несколько сжато с боков, покрыто мелкой циклоидной, легко опадающей чешуёй. Высота тела укладывается 10—25 раз в стандартную длину тела. Голова большая, укладывается 2,3—2,4 раза в длину тела. Челюсти длинные, одинаковой длины, образуют характерный «клюв». На обеих челюстях многочисленные игловидные острые зубы. Отсутствуют жаберные тычинки. Спинной и анальный плавники сдвинуты далеко назад к хвостовому стеблю. В плавниках нет жёстких лучей. В спинном плавнике 16—18 мягких лучей. Нет дополнительных плавничков за спинным и анальным плавниками. В анальном плавнике 19—21 мягких лучей. Передние части спинного и анального плавников высокие. Короткие грудные плавники с 11—12 мягкими лучами, расположены высоко на теле. Брюшные плавники с 6 мягкими лучами, расположены на брюхе, примерно на середине расстояния между предкрышкой и основанием хвостового плавника. Хвостовой стебель не сжат в дорсо-вентаральном направлении, на нём нет бокового киля. Хвостовой плавник с небольшой выемкой или усечённый. Боковая линия проходит низко по телу, начинаясь от начала грудных плавников.
Общая окраска тела от серебристой до оливково-зелёного, нижняя часть тела с голубоватым оттенком. Плавники полупрозрачные, желтоватые или слегка темноватые.
Максимальная длина тела 85 см.

## Биология
Обитают как в основных руслах рек, так и в пойменных лагунах, ручьях, старицах; часто среди нависающей растительности и погружённых корней деревьев. Широкий толерантный диапазон от 23° до 38° С. Могут выходить в эстуарии и прибрежные морские участки. Питаются преимущественно в ночные часы; в состав рациона входят мелкие рыбы, ракообразные и сносимые по течению насекомые. Взрослые особи питаются почти исключительно рыбами.
Нерестятся в пресной воде в сентябре — декабре. Икра диаметром около 2 мм, прикрепляется клейкими филаментами к водной растительности.

## Ареал
Распространены в тропических и субтропических районах Новой Гвинеи на территории Индонезии и Папуа-Новая Гвинея. В Австралии встречаются от рек Западной Австралии (река Фицрой) до Квинсленда. Обнаружены в озерах. 